# Condado de Grant (Washington)
El condado de Grant (en inglés: Grant County), fundado en 1861, es uno de 39 condados del estado estadounidense de Washington). En el año 2009, el condado tenía una población de 88.098 habitantes y una densidad poblacional de 10 personas por km². La sede del condado es Ephrata. La ciudad más grande es Moses Lake. Debe su nombre al presidente estadounidense Ulysses S. Grant.

## Geografía
Según la Oficina del Censo, el condado tiene un área total de 7,228.7 km², de la cual 6,943.8 km² es tierra y 284.9 km² (3.95%) es agua.

### Condados adyacentes
- Condado de Douglas - norte
- Condado de Okanogan - noreste
- Condado de Adams - este
- Condado de Lincoln - este
- Condado de Franklin - sureste
- Condado de Benton - sur
- Condado de Yakima - suroeste
- Condado de Kittitas - oeste

## Demografía
En el censo de 2000, había 74.698 personas y 25.204 hogares y 18.676 familias residiendo en el condado. La densidad poblacional era de 11 personas por km². En el 2000 había 29.081 unidades habitacionales en una densidad de 4 por km². La demografía del condado era de 76.54% blancos, 0.99% afroamericanos, 1.16% amerindios, 0.87% asiáticos, 0.07% isleños del Pacífico, 17.36% de otras razas y 3.01% de dos o más razas. 30.09% de la población era de origen hispano o latino de cualquier raza.
Según la Oficina del Censo en 2000 los ingresos medios por hogar en la localidad eran de $35,276, y los ingresos medios por familia eran $38,938. Los hombres tenían unos ingresos medios de $32,414 frente a los $24,310 para las mujeres. La renta per cápita para la localidad era de $15,037. Alrededor del 17.40% de la población estaban por debajo del umbral de pobreza.

## Localidades
- Banks Lake South
- Cascade Valley
- Coulee City
- Coulee Dam (parcial)
- Desert Aire
- Electric City
- Ephrata
- George
- Grand Coulee
- Hartline
- Krupp (conocida como Marlin)
- Lakeview
- Mattawa
- Moses Lake
- Moses Lake North
- Quincy
- Royal City
- Soap Lake
- Warden
- Wilson Creek

### Otras comunidades
- Adco
- Adrian
- Beverly
- Lakeview Park
- Mae
- Ruff
- Stratford
- Trinidad
- Wheeler
- Winchester

## Transporte

### Principales carreteras
- Interestatal 90
- U.S. Route 2
- Ruta Estatal de Washington 17
- Ruta Estatal de Washington 28